# Barbillon
Barbillon est un terme anatomique désignant certaines excroissances situées sur la tête d’un animal, généralement près de sa bouche.
Il est à noter que le terme de barbillon peut aussi s'employer dans d'autres domaines que l'anatomie animale : par exemple, dans les outils de pêche, il désigne la petite pointe anti-rétrograde située sur l'hameçon ou ardillon, « qui empêche le poisson de se décrocher ». Il s'utilise aussi pour nommer les petites dents d'une pointe de flèche, ou les filaments rétro-orientés de la pointe de l'épillet, qui ont tous le même effet interdisant toute rétrogression ou retour en arrière (voir notamment la section « Danger de l'épillet  »).  

## Poissons

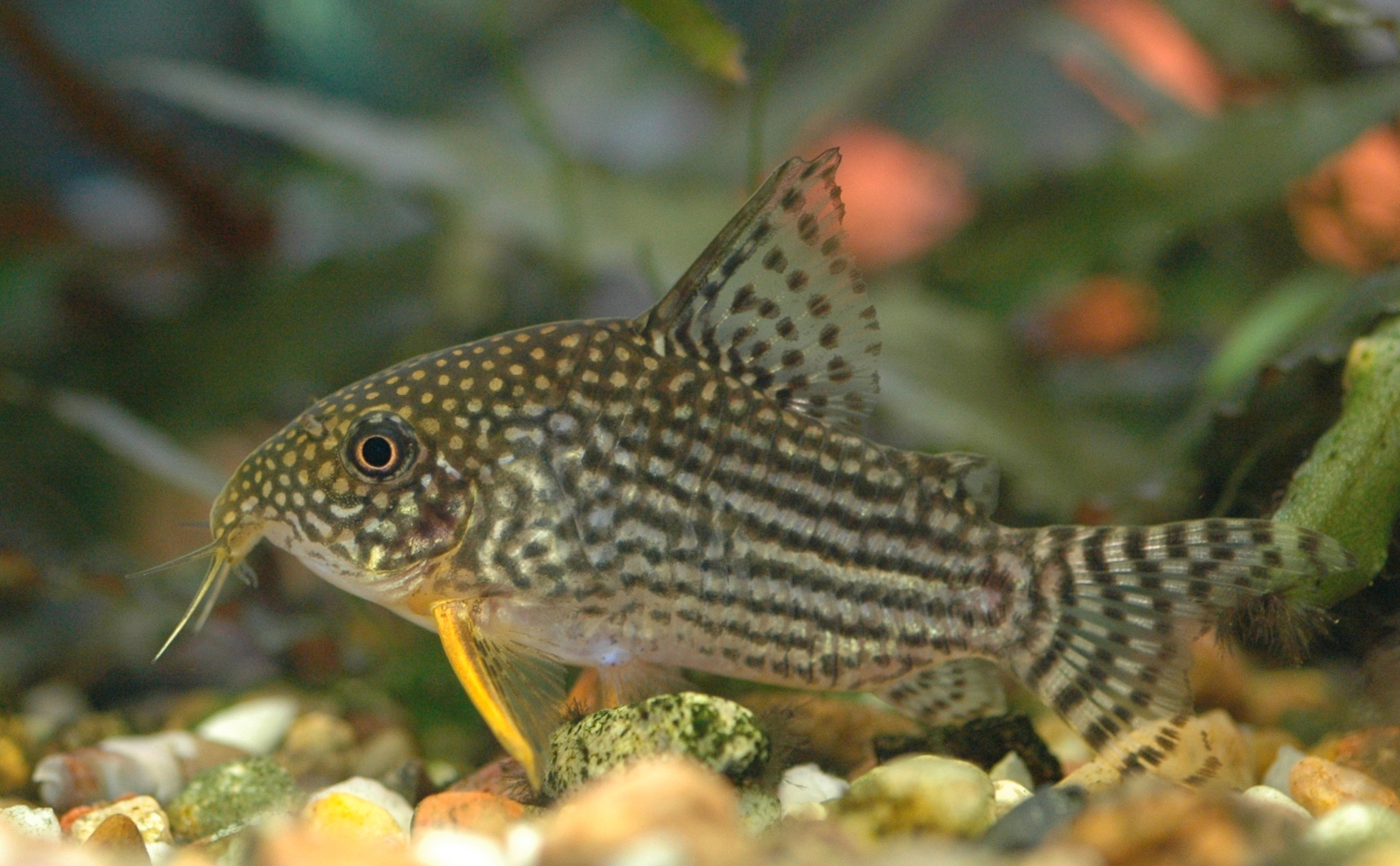
Barbillons d'un Corydoras de Sterba.

Chez certains poissons, ce sont des filaments tactiles mous et sensibles placés par paires de chaque côté de la bouche. C'est un organe sensoriel (cellules gustatives et tactiles pour détecter les courants, les mouvements et les variations de température), à l'instar de nos papilles gustatives,. De nombreux poissons benthiques ont des barbillons pour fouiller le fond des rivières ou des étangs (notamment la plupart des 2 500  à   3 000 espèces ou dénominations différentes de Siluriformes). La dénomination de « poisson-chat » couvre de nombreuses espèces caractérisées par la présence de barbillons autour de la bouche couramment appelés « moustaches », et qui font penser aux vibrisses des chats (qui elles aussi sont couramment appelées « moustaches ».
« Barbillon » est aussi un mot régional (par exemple dans le Loiret) utilisé pour désigner un jeune barbeau,.

## Oiseaux

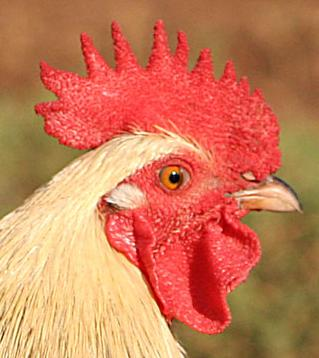
Barbillons d’un coq domestique.

Les barbillons sont des appendices charnus qui tombent de chaque côté de la tête de plusieurs oiseaux, principalement des espèces de l’ordre des gallinacés.
Tout comme la crête, ils aident à réguler la température de l’oiseau, ils constituent un caractère sexuel secondaire et ils donnent également des indications sur l’état de santé général de l’oiseau.
Ils peuvent aussi être causés par une maladie de la langue de certains rapaces, dont les faucons.

## Mammifères
Les barbillons sont aussi des replis membraneux placés sous la langue du cheval ou des bovidés et destinés à faciliter les mouvements de celle-ci.